# The Open Network

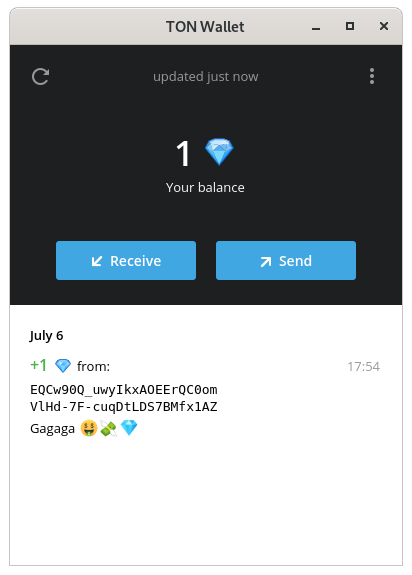
Exemple d'un portefeuille

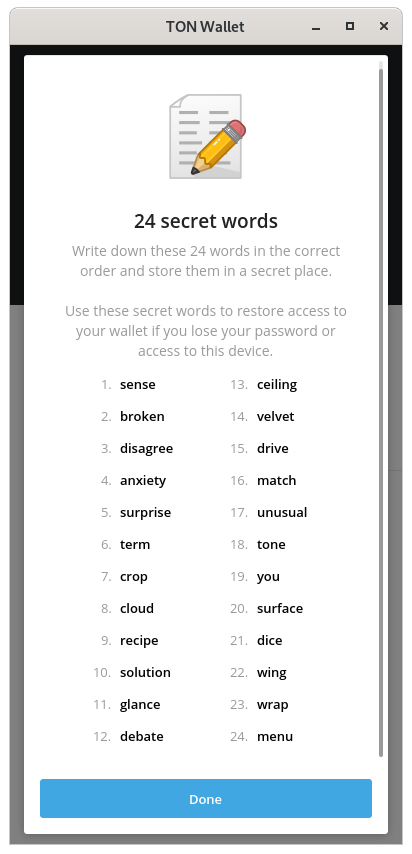
Pour accéder aux portefeuilles, on utilise 24 mots secrets, sur la base desquels on calcule la clé privée de 256 bits du portefeuille.

The Open Network (anciennement Telegram Open Network, les deux abrégés comme TON) est une technologie de réseau informatique décentralisé basée sur la blockchain, développée à l'origine par l'équipe de Telegram. En mai 2020, l'entreprise s'est retiré du projet à la suite d'un litige avec la Securities and Exchange Commission.
Elle comprend la machine virtuelle TON (TVM ou TON VM).

## Historique
Depuis la sortie de la messagerie Telegram en 2013, son PDG Pavel Durov a souligné que la messagerie instantanée n'inclurait pas de publicité. Selon les documents liés à la plainte de la Commission des opérations de bourse des États-Unis (SEC) contre Telegram (2020), en 2017, la startup autofinancée avait besoin d'argent pour payer les serveurs et les services. Durov a envisagé un financement par capital-risque, mais a décidé de ne pas le faire jusqu'à ce que les problèmes soient résolus. A la mi-décembre 2017, Durov a annoncé que Telegram commencerait à se monétiser au début de 2018. TechCrunch avait bientôt confirmé que la société prévoyait de lancer un projet de blockchain nommé "The Open Network" ou "Telegram Open Network" (TON) et sa crypto-monnaie native Gram.
En janvier 2018, un livre blanc de 23 pages et un document technique détaillé de 132 pages ont fait la lumière sur le projet. Selon les documents, les Durov prévoyaient d'attirer la base existante d'utilisateurs de Telegram vers TON et de promouvoir l'adoption massive de cryptomonnaies, en la transformant en l'une des plus grandes blockchains. TON a été décrit comme une plateforme d'applications et de services décentralisés semblable à WeChat, Google Play ou App Store,, voire une alternative décentralisée aux services de traitement des paiements Visa et MasterCard en raison de sa capacité à s'adapter et à prendre en charge des millions de transactions par seconde, . La base de code de TON a été créée par Nikolai Durov, le développeur du protocole MTProto de Telegram, et Pavel est devenu la figure publique du projet.

### Vente privée de Gram
Pour financer le développement de la messagerie et du projet de blockchain, Telegram a attiré des investissements par le biais d'une offre privée de Gram. Un schéma juridique en deux étapes a été utilisé : l'accord d'achat de Gram a été structuré comme un contrat à terme qui a permis aux investisseurs de recevoir des jetons une fois que le TON a été lancé. Comme les contrats à terme n'étaient vendus qu'à des investisseurs accrédités, l'offre était exemptée d'enregistrement en tant que valeurs mobilières au titre de la réglementation D du Securities Act, au motif qu'une fois TON opérationnel, les Grams auraient une utilité et ne seraient pas considérés comme des valeurs mobilières. Le contrat a été rédigé par le cabinet Skadden.
L'offre s'est déroulée en deux tours, chacun recueillant 850 millions de dollars. Le premier tour offrait 2,25 milliards de jetons à 0,38 $ chacun, avec un achat minimum de 20 millions de dollars, et le second offrait 640 millions de jetons à 1,33 $ chacun, avec un achat minimum de 1 million de dollars, En avril 2018, l'entreprise avait déclaré avoir recueilli 1,7 milliard de dollars grâce à l'ICO en cours. Les responsables de l'entreprise n'ont fait aucune déclaration publique à son sujet. Au printemps 2018, les seules sources d'information officielles étaient les deux formulaires D que Telegram a déposés auprès de la SEC.

### Développement
Le développement de TON s'est déroulé de manière totalement isolée et a été opaque pendant tout ce temps. Le lancement du réseau de test était initialement prévu pour le deuxième trimestre 2018 et celui du réseau principal pour le quatrième trimestre, mais les étapes ont été reportées à plusieurs reprises. Le testnet a été lancé en janvier 2019 avec un écart de 6 mois par rapport au plan En mai, la société a publié la version Lite du client du réseau de la blockchain TON En septembre, la société a publié le code source complet des nœuds TON sur GitHub, permettant de lancer un nœud complet et d'explorer le testnet,. Le lancement du réseau principal TON était prévu pour le 31 octobre,.

### SEC contre Telegram
La SEC était préoccupée par la vente privée de Gram et a contacté Telegram peu de temps après, mais au cours des 18 mois de communication, les parties ne sont pas parvenues à un accord[réf. nécessaire]. Le 11 octobre 2019, quelques semaines avant le lancement prévu de TON, la SEC a obtenu une ordonnance restrictive temporaire pour empêcher la distribution de Grams. Le régulateur a soutenu que les acheteurs initiaux de Grams agiraient comme des preneurs fermes, et que la revente de Grams, une fois distribuée, constituera une distribution non enregistrée de titres.
Après une longue bataille juridique entre Telegram et la SEC, le juge P. Kevin Castel du tribunal de district des États-Unis pour le district sud de New York s'est rallié à la vision de la SEC selon laquelle la vente de Grams, la distribution aux acheteurs initiaux et la très probable revente future devaient être considérées comme un seul et même "plan" de distribution de Grams sur le marché secondaire dans le cadre d'une offre de valeurs mobilières non enregistrée. Le "titre" en question est constitué de l'ensemble des contrats, attentes et accords relatifs à la vente et à la distribution de jetons au public intéressé, et non des Grams eux-mêmes. Dans ce cas, les acheteurs initiaux ont agi comme des preneurs fermes qui prévoyaient de revendre les jetons et non de les consommer. Les restrictions sur la distribution des Grams sont restées en vigueur pour les acheteurs basés aux États-Unis et en dehors, car Telegram n'avait aucun moyen d'empêcher les citoyens américains d'acheter des Grams sur le marché secondaire,,.
À la suite de la décision de justice, l'équipe du Telegram Open Network a annoncé qu'elle ne serait pas en mesure de lancer le projet avant la date limite prévue du 30 avril 2020. Le 12 mai 2020, Pavel Durov a annoncé la fin de la participation active de Telegram à TON,. Le 11 juin, Telegram a conclu un accord avec la SEC et a accepté de restituer 1,22 milliard de dollars en tant que "montants de résiliation" dans les accords d'achat de Gram, et de payer une pénalité de 18,5 millions de dollars à la SEC. La société a également accepté de notifier à la SEC tout projet d'émission d'actifs numériques au cours des trois prochaines années. Le juge a approuvé le règlement le 26 juin. "Les entreprises nouvelles et innovantes sont invitées à participer à nos marchés financiers, mais elles ne peuvent pas le faire en violation des exigences d'enregistrement des lois fédérales sur les valeurs mobilières", a indiqué le porte-parole de la SEC. Telegram a ensuite fermé le réseau de test TON
En 2020, Telegram a remboursé aux investisseurs de TON 770 millions de dollars et a converti 443 millions de dollars en une dette d'un an à 10 % d'intérêt, portant son passif total à 625,7 millions de dollars. Le 10 mars 2021, la société a procédé au placement d'obligations à 5 ans d'une valeur de 1 milliard de dollars pour couvrir les dettes qu'elle devait rembourser avant le 30 avril 2021,.

### Réintégration de Toncoin par Telegram
Après s'être éloigné du développement de la crypto Toncoin en août 2020 en raison de problèmes avec la SEC, Telegram a récemment renoué avec cette cryptomonnaie. Le réseau Telegram a choisi le Toncoin comme sa blockchain de prédilection pour développer l'infrastructure web3 et son intégration dans son application de messagerie.

### L'après Telegram
En mai 2020, alors que l'engagement de Telegram dans le projet n'était pas clair, d'autres projets ont commencé à développer la technologie .
En décembre 2021, Pavel Durov a écrit :

« Lorsque Telegram a fait ses adieux à TON l'année dernière, j'ai exprimé l'espoir que les futures générations de développeurs poursuivraient un jour notre vision d'une plateforme blockchain grand public. 
J'ai donc été inspiré de voir les champions des concours de codage de Telegram continuer à développer le projet ouvert TON, qu'ils ont rebaptisé Toncoin.
Je suis fier que la technologie que nous avons créée soit vivante et évolue. En matière d'évolutivité et de rapidité, TON a encore des années d'avance sur tout ce qui se fait dans le domaine de la blockchain. Il aurait été dommage que ce projet ne profite pas à l'humanité.
Contrairement au TON original, le Toncoin est indépendant de Telegram. Mais je souhaite à son équipe le même succès. Couplé à la bonne stratégie de mise sur le marché, ils ont tout ce qu'il faut pour construire quelque chose d'épique 💪. »

### Reprise du projet par la communauté
Le projet d'origine évolue dans 2 projets distincts : Everscale et TON.

#### Everscale
Lancé le 7 mai 2020, " Free TON " est un autre projet visant à poursuivre le développement de la technologie Telegram Open Network en utilisant le code source librement disponible sous GNU GPL. En janvier 2021, la communauté du projet a atteint 30 000 personnes.Le jeton de Free TON intitulé " TON Crystal " ou simplement " TON " est distribué en récompense des contributions au réseau. Sur les cinq milliards de jetons émis au moment du lancement, 85 % étaient réservés aux utilisateurs, 5 % aux validateurs et 10 % aux développeurs (dont 5 % dédiés à TON Labs, le développeur du middleware TON OS pour la blockchain TON, qui est la partie essentielle de Free TON),, En 2021, le projet " Free TON "  a été rebaptisé Everscale,.
Everscale a coupé tous les liens avec Telegram, n'est plus lié au projet Telegram, même au niveau technique, et a changé de langage de programmation.

#### TON
2020-2021: un autre groupe lance une deuxième version, baptisée Newton. se basant sur la base de code, l'architecture et la documentation de TON. Ils reprennent le développement actif de TON en respectant la conception détaillée dans la documentation originale de TON.
Le principal développeur de Newton, Anatoly Makosov, a demandé à Telegram, par le biais d'une requête sur GitHub, de lui céder la propriété du domaine ton.org et du référentiel du projet, ce que Telegram a accepté. Peu de temps après, le projet a pris le nom de TON et a été listé sur une série de bourses de crypto-monnaies à petite capitalisation.
Un  livre blanc est publié le 26 juillet 2021, The Open Network basé sur les travaux du docteur Nikolai Durov. Après l’arrestation de Pavel Dourov en août 2024, la valeur du TonCoin plonge de plus de 20 %.

## Technologie
La blockchain The Open Network (TON) est une plateforme internet décentralisée et ouverte, conçue avec plusieurs composants clés, y compris TON Blockchain, TON DNS, TON Storage et TON Sites. La blockchain TON est le protocole central qui connecte l'infrastructure sous-jacente de TON pour former le grand écosystème TON.
La conception de TON est centrée sur l'obtention d'une interopérabilité de chaînes croisées généralisée tout en opérant dans un cadre sécurisé très évolutif. TON est conçue pour traiter des millions de transactions par seconde (TPS), avec l'objectif d'atteindre éventuellement des centaines de millions d'utilisateurs à l'avenir. La blockchain TON est conçue comme un superordinateur distribué, ou "superserveur", destiné à fournir une variété de produits et services pour contribuer au développement de la vision décentralisée du nouvel internet.
La monnaie native de la blockchain TON est le Toncoin. Les frais de transaction, les paiements de gaz (c'est-à-dire, les frais de traitement des messages de contrat intelligent), et les paiements de stockage persistants sont collectés en Toncoin. Le Toncoin est également utilisé pour effectuer les dépôts nécessaires pour devenir un validateur de blockchain.
La blockchain TON est basée sur le modèle d'acteur, un modèle mathématique de calcul concurrent, qui est au cœur des contrats intelligents de TON. Dans ce modèle, chaque contrat intelligent peut recevoir un message, changer son propre état ou envoyer un ou plusieurs messages par unité de temps. Cela permet à l'ensemble de la blockchain, ainsi qu'à un contrat donné, de s'échelonner pour accueillir un nombre illimité d'utilisateurs et de transactions.
De plus, TON est un réseau Proof-of-Stake entretenu par des validateurs indépendants. Il est audité par des entreprises de sécurité mondiales, notamment CertiK, Chainsulting et SlowMist, assurant ainsi sa sécurité.

## References
- (en) Cet article est partiellement ou en totalité issu de l’article de Wikipédia en anglais intitulé « Telegram_Open_Network » (voir la liste des auteurs).

1. ↑  « https://github.com/ton-blockchain/ton/releases/tag/v2024.01 »
2. ↑  (en) « TVM Overview | The Open Network », sur docs.ton.org (consulté le 12 mai 2023)
3. ↑  « Plaintiff Securities and Exchange Commission's memorandum of law in support of its motion for summary judgement », 13 janvier 2020
4. ↑  Stepan Kravchenko, Nour Al Ali, and Ilya Khrennikov, « This $5 Billion Encrypted App Isn't for Sale at Any Price », Bloomberg, 11 décembre 2017 (consulté le 8 mars 2021)
5. ↑  (en) Butcher Mike, « Telegram plans multi-billion dollar ICO for chat cryptocurrency », 12 janvier 2018
6. 1 2  « TON.pdf », sur Google Docs
7. ↑  Mike Butcher, Josh Konstine, « Telegram plans multi-billion dollar ICO for chat cryptocurrency », TechCrunch, 8 janvier 2018 (consulté le 4 avril 2020)
8. ↑  Jon Russel, « Inside Telegram's ambitious $1.2B ICO to create the next Ethereum », TechCrunch, 15 janvier 2018 (consulté le 4 avril 2020)
9. 1 2  « Exploring Telegram Open Network », Binance Research, 27 septembre 2019 (consulté le 4 avril 2020)
10. 1 2  « TON & Gram: how it started and why it ended », PaySpace Magazine, 9 octobre 2020 (consulté le 5 avril 2021)
11. ↑  (en) « Here is the leaked white paper for the massive Telegram ICO », 6 avril 2018
12. ↑  Rachel McIntosh, « SEC vs. Telegram: Will Gram Tokens Ever Be Distributed? », Finance Magnates, 18 octobre 2019 (consulté le 5 avril 2021)
13. ↑  Cali Haan, « Unauthorized Telegram Token Secondary Market Transferring Risk », Crowdfund Insider, 20 août 2019 (consulté le 5 avril 2021)
14. ↑  (ru) Igor Korolev, « Under what conditions will Telegram return to investors the collected $ 2.55 billion », sur CNews, 2 avril 2018 (consulté le 12 octobre 2018)
15. ↑  Andrew Liptak, « Telegram has raised a total of $1.7 billion from its two pre-ICO sales », sur The Verge, 1er avril 2018 (consulté le 12 octobre 2018)
16. ↑  Lucinda Shen, « Even as Bitcoin Languishes, Telegram Raises $1.7 Billion Ahead of Largest ICO Ever », Fortune,‎ 31 mars 2018 (lire en ligne [archive du 9 novembre 2020], consulté le 31 mars 2018)
17. ↑  (en-US) « Telegram Files New Form D with SEC Indicating $1.7 Billion will be Raised | Crowdfund Insider », Crowdfund Insider,‎ 2 avril 2018 (lire en ligne, consulté le 6 avril 2018)
18. ↑  « Despite delay, Durov on track to launch his cryptocurrency in March », The Bell, 23 janvier 2019 (consulté le 17 mars 2021)
19. ↑  (ru) Denis Olshansky, « Тестовый клиент TON (Telegram Open Network) и новый язык Fift для смарт-контрактов » [« TON test client and FIft language for smart contracts »], Habr,‎ 27 mai 2019 (consulté le 7 juin 2021)
20. ↑  (ru) « Telegram может начать публичное тестирование своего блокчейна 1 сентября » [« Telegram may start testing its blockchain on September 1st »], Vedomosti,‎ 28 août 2019 (consulté le 7 juin 2021)
21. ↑  (ru) Vladislav Voytenko, « Исходный код TON Blockchain теперь доступен на GitHub » [« TON blockchain source code now available on GitHub »], Kod,‎ 7 septembre 2019 (consulté le 7 juin 2021)
22. ↑  Sean Hollister, « Telegram will launch its Gram cryptocurrency by October 31 or bust », The Verge, 27 août 2019 (consulté le 21 mars 2021)
23. ↑  (ru) Mikhail Tetkin, « Самолет в никуда. Весь путь развития Telegram Open Network » [« A plane to nowhere. The history of Telegram Open Network »], RBC,‎ 26 juin 2020 (consulté le 7 juin 2021)
24. 1 2  Robert A. Schwinger, « Blockchain law. A "Telegram" to SAFTs: "Beware!" », New York Law Journal, 26 mai 2020 (consulté le 15 mars 2021)
25. ↑  « SEC v. Telegram: Key Takeaways and Implications », sur www.cooley.com (consulté le 13 mai 2020)
26. ↑  « Is There Life for SAFTs After the Telegram Case? », JD Supra, 21 juillet 2020 (consulté le 10 mars 2021)
27. ↑  David I. Miller, Charlie Berk, « SEC v. Telegram: A Groundbreaking Decision in Cryptocurrency Enforcement? », Greenberg Traurig, 1er avril 2020 (consulté le 10 mars 2021)
28. ↑  (en-US) « What Was TON And Why It Is Over », Pavel Durov,‎ 12 mai 2020 (lire en ligne, consulté le 12 mai 2020)
29. ↑  Pavel Durov, « What Was TON And Why It Is Over », sur Telegraph – Pavel Durov, 12 mai 2020 (consulté le 22 mai 2020)
30. ↑  « Telegram to pay SEC fine of $18.5 million and return $1.2 billion to investors as it dissolves TON », Techcrunch,‎ 26 juin 2020 (lire en ligne, consulté le 28 juin 2020)
31. ↑  (ru) Павел Казарновский, Владислав Скобелев, Анна Балашова, « Telegram разместил бонды на $1 млрд. На каких условиях инвесторы рискнули вложиться во внебиржевые бумаги » [« What were the terms of Telegram's $1 billion bonds placement »], RBC,‎ 15 mars 2021 (lire en ligne, consulté le 15 mars 2021)
32. ↑  (en-US) Sam Schechner, « Telegram App Is Booming but Needs Advertisers—and $700 Million Soon », Wall Street Journal,‎ 15 mars 2021 (ISSN 0099-9660, lire en ligne, consulté le 16 mars 2021)
33. ↑  Kévin Comitogianni, « Telegram adoube la crypto Toncoin, son cours explose ! », sur ActuFinance.fr, 18 septembre 2023 (consulté le 19 septembre 2023)
34. ↑  (ru) Ivan Sychev, « Free TON вырос до $200 млн и планирует дойти до $1 млрд » [« Free TON capitalisation reached $200 million and aims for $1 billion »], VC.ru,‎ 14 janvier 2021 (consulté le 8 juin 2021)
35. 1 2  (ru) « Недооцененный блокчейн: как разработчики платформы TON запустили ее под другим названием и привлекли $6 млн » [« Underrated blockchain: how the developers of TON launched it under the other name and raised $6 million »], sur Forbes,‎ 20 mai 2021 (consulté le 30 mai 2021)
36. ↑  « ton/ton-blockchain », GitHub (consulté le 8 juin 2021)
37. ↑  (ru) Ivan Sychev, « Free TON вырос до $200 млн и планирует дойти до $1 млрд » [« Free TON capitalisation reached $200 million and aims for $1 billion »], VC.ru,‎ 14 janvier 2021 (consulté le 8 juin 2021)
38. ↑  (ru) Vladislav Skobelev, Anastasia Skrinnikova, « Блокчейн-платформу TON запустили без Павла Дурова и Telegram. Но без аудитории мессенджера проект рискует остаться нишевым » [« TON blockchain was launched without Pavel Durov and Telegram. But without Telegram users it risks to remain a niche product »], RBC,‎ 7 mai 2020 (consulté le 7 juin 2021)
39. ↑  (ru) Elyas Kasmi, « Основателя Telegram не взяли в его собственный блокчейн-проект » [« Telegram founder wasn't accepted into his own blockchain project »], CNews,‎ 8 mai 2020 (consulté le 7 juin 2021)
40. ↑  (ru) Mikhail Kabanov, « TON: каким стал один из самых громких блокчейн-проектов без Дурова » [« TON: What one of the most famous blockchain projects became without Pavel Durov »], RBC,‎ 22 mai 2021 (consulté le 30 mai 2021)
41. ↑  (en) « Everscale: a rebranding history 🔥 », sur EverKit (consulté le 12 mai 2023)
42. 1 2  (en) TON, « TON’s roadmap », sur TON (consulté le 12 mai 2023)
43. 1 2  (en) Anna Baydakova, « Telegram CEO Endorses TON Blockchain Spin-Off Toncoin », 23 décembre 2021
44. ↑  (en) « Anatoliy Makosov »
45. ↑  (en) « The Open Network basé sur les travaux du Dr. Nicolai Durov » [PDF], 21 juillet 2021
46. ↑  « L’arrestation en France de Pavel Durov, le PDG de Telegram, une première mondiale », Le Monde,‎ 25 août 2024 (lire en ligne, consulté le 25 août 2024)
47. 1 2  (en) « Présentation de TON »
48. ↑  (en) « Native token: toncoin »
49. ↑  (en) « TON, site pour les développeurs »
50. ↑  (en) « CertiK Partners With The Open Network », 3 janvier 2023